# Paroligoneurus masneri
Paroligoneurus masneri är en stekelart som först beskrevs av Mason 1991.  Paroligoneurus masneri ingår i släktet Paroligoneurus och familjen bracksteklar. Inga underarter finns listade i Catalogue of Life.